# Ocean Boys FC
El Ocean Boys Football Club fue un equipo de fútbol de Nigeria que juega en la Primera División de Nigeria, la tercera liga de fútbol en importancia en el país.

## Historia
Fue fundado en 2002 en la ciudad de Brass por Sylva Nathaniel Ngo, el gerente de gobierno local para ayudar a los jóvenes del Delta de Níger y cuidarlos con miras al futuro.
Cuatro años después llegaron a la Liga Premier de Nigeria y en su primera temporada se proclamaron campeones.
En 2010, el equipo vivió uno de sus momentos más oscuros, ya que Emmanuel Ogoli, uno de sus jugadores, murió por un colapso durante un juego y el defensor Okechukwu Akabogu y el tercer portero Austino Egbe sufrieron un fuerte accidente de tráfico, sufriendo heridas graves.

## Palmarés

### Torneos nacionales (2)
- Liga Premier de Nigeria (1): 2006
- Copa de Nigeria (1): 2008

## Participación en competiciones de la CAF
| Temporada | Torneo                       | Ronda      | Club          | Casa | Visita | Global      |
| --------- | ---------------------------- | ---------- | ------------- | ---- | ------ | ----------- |
| 2007      | Liga de Campeones de la CAF  | Preliminar | Kallon FC     | 0-0  | 0-1    | 0-1         |
| 2009      | Copa Confederación de la CAF | 1          | Red Arrows FC | 2-0  | 0-2    | 2-2 (2-3 p) |

## Gerencia y Cuerpo Técnico
- Gerente:  Samson Unuanuel
- Vocero:  Eddy Ohis Asein
- Entrenador:  Larry Eteli

## Ex Entrenadores
- Maurice Cooreman (2006)
- Tunde Disu (2007)
- Lucky Igadi (?)
- Evans Ogenyi (2008-09)
- Lawrence Akpokona (2009)
- Emmanuel Amuneke (2009–??)

## Jugadores

### Jugadores destacados
| - Mimi Adedze - James Adegoke - Davies Aniekan - Gift Atulewa - Kola Awe - Yabrifa Bilamo - Idede Bright - Ideye Aide Brown - Mba Chiemize - Aniekan Davies - Christo Davies - Mick Ebiede | - Ignatus Ekwunife - Ikechukwu Ezenwa - Ikechukwu Ibe Gift - Marvin Igokolumo - Albert Ike - Wilson Imaude - Kamal Indinguh - Akeem Latifu - Tony Ebi Loco - Raphael Monday - Adekunle Murtala - Chima Nwafor | - Uche Nwofor - Michael Obebe - Alex Oguaju - Blessing Okardi - Uche Okechukwu - Nwadike Okey - Kennedy Okogba - Emmanuel Okoli - Ogbonna Onuoha - Ifeanyi Onwuatu - Orifama Orifama - Muse Otunba | - Ajani Shina - Nathan Solomon - Thompson Stowe - Mathias Iyowuna Tamuno - Chukuwuma Udofia - Anthony Udom - Nwankwo Ugochukuwu - Aaron Umukoro - Stephen Worgu |